# Erebango
Erebango es un municipio del estado de Río Grande do Sul, Brasil. Pertenece a la Mesorregión Noroeste Rio-Grandense y a la Microrregión de Erechim.
Fecha de Creación:11 de abril de 1988
Erebango es tierra natal de dos gaúchos de importancia nacional. Maurício Sirotsky Sobrinho, fundador del Grupo RBS, mayor grupo de comunicación y medios del sur del Brasil y Odacir Klein, político que fue edil, alcalde, diputado federal y ministro de estado de agricultura.

## Historia
Getúlio Vargas estaba dividido en cinco distritos, incluyendo, Erebango, Ipiranga, Estación Getúlio Vargas, Floriano Peixoto y Souza Ramos. En 1979, había un montón de rumores, los rumores de que Estación Getúlio Vargas, pretendía formar un nuevo municipio, separándose de Getúlio Vargas, en cuya zona emancipada también estarían las áreas de los distritos de Erebango e Ipiranga. 
Desde esta fecha hasta mediados de 1981, los rumores no fueron confirmados. 
Entrevistado el Sr. Paulo L. Dreier, que era entonces Presidente de la Cámara de Ediles de la Ciudad de Getúlio Vargas, recordó los acontecimientos vividos por él: Por los rumores que han surgido de nuevo, se formó un comité integrado por el alcalde en el momento José Darcy Peruzzolo, teniente de alcalde Bruno Valdo Klein, Presidente del partido de la Arena, Clovis Valadares y el presidente de la Cámara de Ediles de la Ciudad , Paulo L. Dreier, que fue a Porto Alegre a la Asamblea Legislativa para comprobar los hechos reales sobre el tema. En la Comisión de Constitución y Justicia, les fueron presentadas en documentos fechados en 6 de noviembre de 1979, que comprobaban todos los rumores acerca de la emancipación de Estación Getúlio Vargas. 
En el regreso a Erebango, se celebró una reunión abierta a la población erebanguense en el Club de la Unión para registrar una protesta y una voluntad de no hacer parte de un nuevo municipio, ya que Erebango siempre tenía representantes de la Administración de Getúlio Vargas, y sus reclamaciones y peticiones siempre se cumplen y decidió seguir vinculado al municipio de Getúlio Vargas. Si el hecho se consumaba en protesta Erebango hacia un movimiento para pertenecer al municipio de Erechim. 
Durante un tiempo los rumores se calmaron, ya que ninguno de los distritos de Getúlio Vargas, alcanzó el requisito legal en cuanto a población, recaudación y otros artículos para convertirse en un municipio. 
Fue una sorpresa total cuando el conocimiento de la Ley Estatal N º 8253 de 12 de noviembre de 1986, se autoriza al plebiscito para la creación del nuevo municipio. 
Se trasladaron de nuevo los dirigentes de los distritos de Ipiranga y Erebango haciendo asambleas, comités y las peticiones de la gente que estaba siempre en contra formar parte de un nuevo municipio. Tanto Ipiranga como Erebango nombraron a través de un Abogado al Licenciado Oscar Breno Stahnke para representarlos en la solicitud de demanda de inconstitucionalidad de esa ley (el abajo firmante con la firma definitiva).
A principios de 1987, en la víspera de la campaña política de la administración municipal de Getúlio Vargas, seguían las divergencias y desacuerdos entre los partidarios políticos de los distritos. Para realizar una conciliación o un acuerdo para atender la voluntad de todos, el Sr. Helio Musskopf, Presidente de la Comisión de Estudios Municipales, acompañado por el diputado Antonio Lorenzi sugirieron la emancipación de los tres distritos, cada uno con su propia área y ambos presentaron las propuestas a la Asamblea Legislativa, la cual fue presidida por el Sr. Algir Lorenzon. 
Los tres distritos se vieron sorprendidos por la propuesta, pero de alguna manera satisfechos, organizaron sus Comités de Emancipación y otros documentos para solicitar los plebiscitos. Los documentos presentados en forma oportuna, debido a las elecciones que se aproximaban, fue revisada y aprobada y la autorización para consultar a la población en relación con el deseo de emancipación de los distritos fueron cubiertos en Erebango por la Ley N º 8368 de 29 de septiembre de 1987. (actas de la comisión de la emancipación y una copia de la ley)